# Cixius citrina
Cixius citrina är en insektsart som beskrevs av Walker 1858. Cixius citrina ingår i släktet Cixius och familjen kilstritar. Inga underarter finns listade i Catalogue of Life.